# François-Auguste Biard
François-Auguste Biard [fransuá ógyst biár] (29. června 1799 Lyon - 20. června 1882 Samois-sur-Seine) byl francouzský malíř, známý svými dobrodružnými cestami a díly zobrazujícími zážitky z nich.

## Život a dílo
Studoval na umělecké škole v Lyonu, poté cestoval po Španělsku, Řecku, Sýrii a Egyptě. Výsledkem těchto cest byly, mimo velký počet studií a skic, dva obrazy, které vzbudily obecný obdiv, a to Arabové na poušti přepadeni samumem (1833) a Trh na otroky na Zlatém pobřeží africkém (1835). Později maloval mnoho humoristických obrázků, karikujících duchaplně souvěké poměry společenské. Proslavil se také po cestě do Grónska a na Špicberky v roce 1839, na jejíž motivy vzniklo několik dalších obrazů.

## Galerie

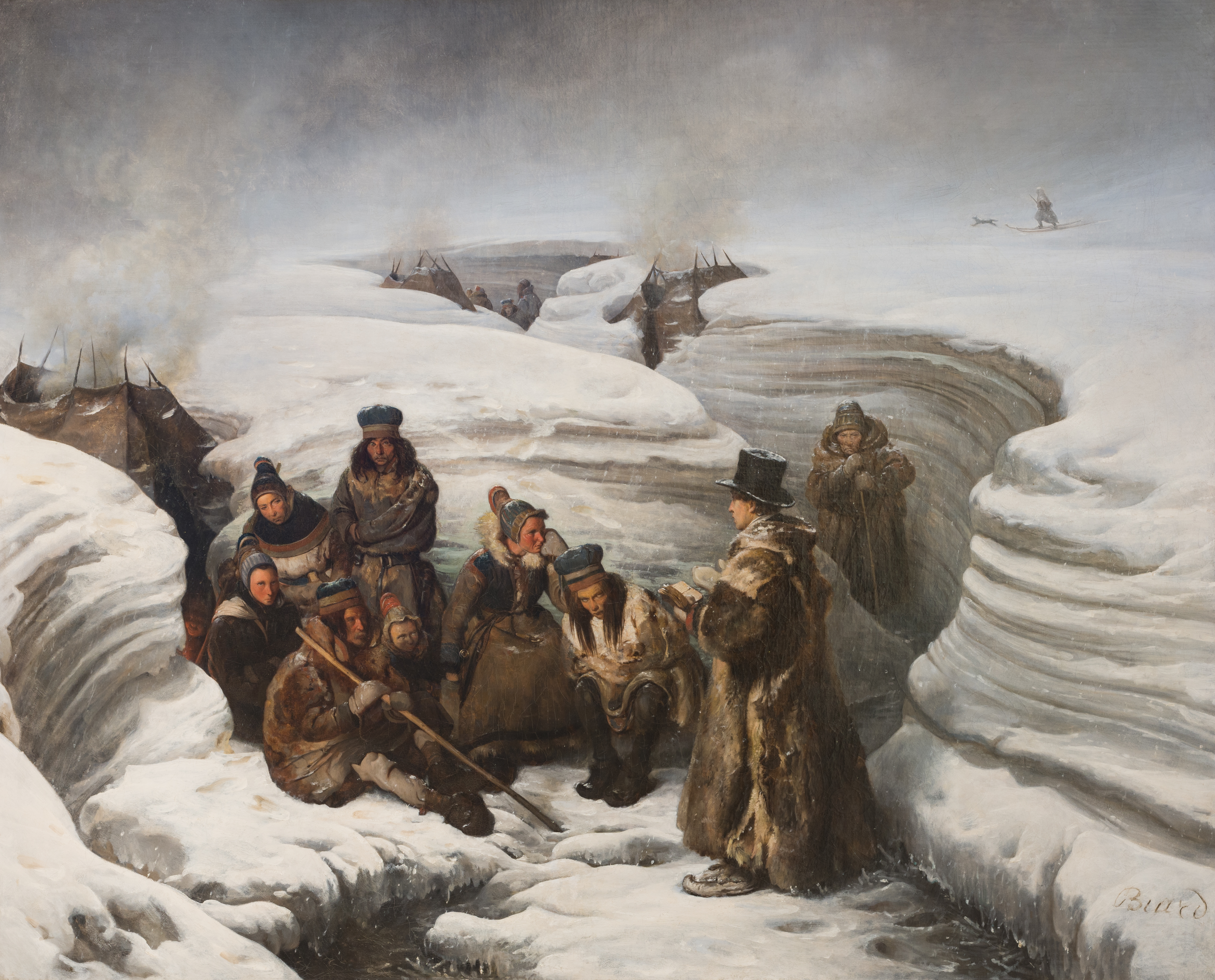
Pastor Læstadius mezi Laponci
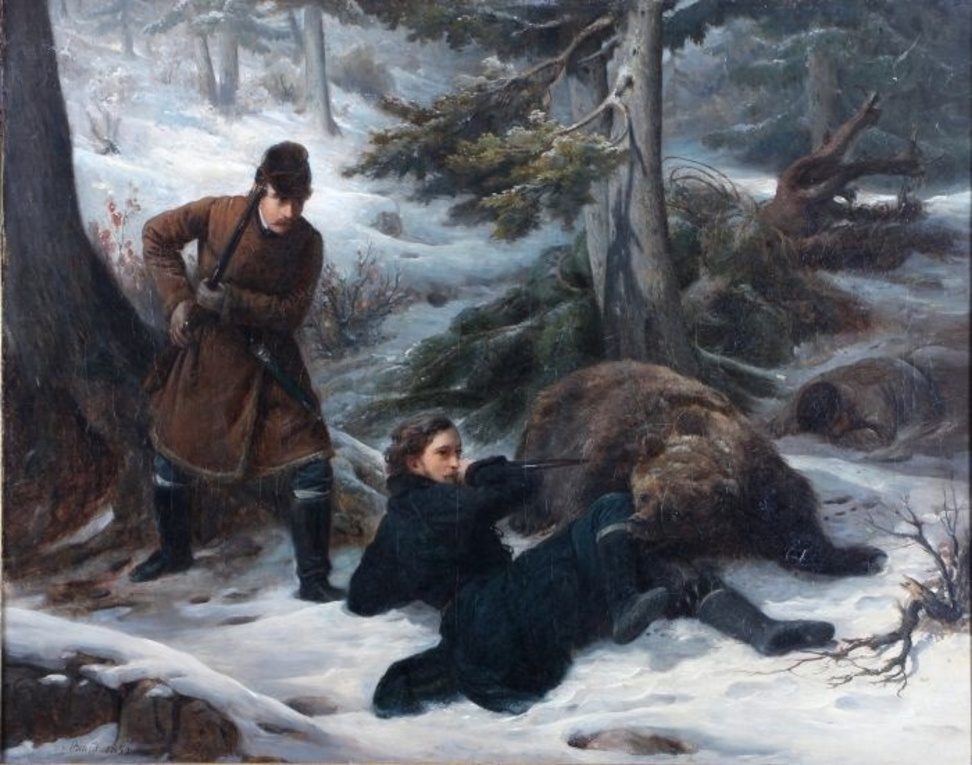
Lovci medvěda